# Uma scoparia
Uma scoparia е вид влечуго от семейство Phrynosomatidae.

## Разпространение
Видът е разпространен в САЩ.